# Psaliodes bilineata
Psaliodes bilineata är en fjärilsart som beskrevs av Paul Dognin 1913. Psaliodes bilineata ingår i släktet Psaliodes och familjen mätare. Inga underarter finns listade i Catalogue of Life.